# Verliefd (Circus Custers)
Verliefd is een single van het Nederlandse muziekduo Circus Custers uit 1983. Het stond in hetzelfde jaar als vierde track op het album Romantisch verbitterd.

## Achtergrond
Verliefd is geschreven door Joseph Custers en Herman Erbé en geproduceerd door Bert Ruiter. Het is een nederpoplied dat gaat over verliefdheid. In het lied zegt de liedverteller dat hij zo verliefd is dat hij er van gaat stotteren. Het is de debuutsingle van het duo. Het nummer werd door Frits Spits als Steunplaat uitgeroepen. De B-kant van de single is Parkiet is dood, geschreven en geproduceerd door dezelfde personen als Verliefd.

## Hitnoteringen
Het lied had bescheiden succes in de Nederlandse hitlijsten. In de Nationale Hitparade kwam het tot de 32e plaats in de vier weken dat het in de lijst stond. De Top 40 werd niet gehaald, maar het kwam tot de derde plaats van de Tipparade.